# 六经皆史料
“六经皆史料”，是五四运动后中国学者对“六经皆史”的重新诠释。

## 出处
1921年，胡适倡导整理国故，认为章学诚所言“六经皆史”：“其实先生的本意只是说‘一切著作，都是史料’。如此说法，便不难懂得了。先生的主张以为六经皆先王的政典；因为是政典，故皆有史料的价值。……以子集两部推之，则先生所说‘六经皆史也’，其实只是说经部中有许多史料。此种区别似甚微细，而实甚重要，故我不得不为之辨正”。梁启超表示不敢赞成“六经皆史”，但赞成“六经皆史料”。